# Royal Society for the Protection of Birds
The Royal Society for the Protection of Birds (RSPB) är en brittisk välgörenhetsorganisation med säte i England och Skottland, grundad februari 1891 av filantropen och miljöaktivisten Emily Williamson. Den hette från början Plumage League (ung. plymföreningen) och bestod då av en grupp kvinnor som förband sig till att, med vissa undantag, inte använda kläder med fjädrar (plymer). 
Organisationens syfte är att främja miljövård, fågelskydd och miljön i allmänhet. De driver kampanjer och petitioner och sköter flertalet naturreservat inom Storbritannien. 
Med 1300 anställda, 18 000 volontärer och med över en miljon medlemmar (varav 195 000 är ungdomsmedlemmar) är det Europas största välgörenhetsorganisation inom djurskydd.  RSPB har många lokalgrupper och underhåller 200 naturreservat. 